# Академия языка иврит
Акаде́мия языка́ иври́т (ивр. הָאָקָדֶמְיָה לַלָּשׁוֹן הָעִבְרִית‎, «ха-Акаде́мья ла-лашо́н ха-иври́т») — государственное учреждение в Израиле, занимающееся изучением иврита, его истории и развития, а также нормотворчеством в области языка иврит. Создана учениками Э. Бен-Йехуды на основе созданного им «Комитета по языку иврит».
Академия является организацией — регулятором иврита: ей принадлежит право устанавливать грамматические, лексические и терминологические нормы иврита, включая разработку и официальное утверждение неологизмов. Нормативные постановления академии публикуются в официальном сборнике государственных актов (так называемые «Решумо́т» ивр. רשומות‎), и обязательны к использованию органами государственной и местной власти, государственными научными и образовательными учреждениями, включая управление телерадиовещания. Также издаёт и редактирует учебные и справочные издания для иноязычных учащихся, в том числе для ульпанов.
Академия учреждена и действует на основе соответствующего закона, принятого Кнессетом в 1953 году. Пленум академии состоит из 23 академиков и 15 академических советников. Академия расположена на территории кампуса «Гиват-Рам» Еврейского университета в Иерусалиме.
Каждый гражданин Израиля имеет право обратиться в Академию и получить официальный ответ по вопросам, относящимся к языку иврит.

## Законодательство
- Закон о высшем институте языка иврит 1953 года[2]
- Королевские указы в Совете относительно Эрец-Исраэль 1922—1947 годы[3]
- Закон об управлении телерадиовещания 1965 года[4]

## Президенты
- Нафтали Герц Тур-Синай[англ.] (1953—1973)
- Зеэв Бен-Хаим (1973—1981)
- Иехошуа Блау (1981—1993)
- Моше Бар-Ашер[англ.] (1993—2022)
- Аарон Маман (2022 — настоящее время)